# مارلينه فوكس
مارلينه فوكس (بالألمانية: Marlene Fuchs)‏ هي منافسة ألعاب القوى ألمانية، ولدت في 31 مارس 1942 في أويسكيرشن في ألمانيا.

## وصلات خارجية
- مارلينه فوكس على موقع الاتحاد الدولي لألعاب القوى (الإنجليزية)
- مارلينه فوكس على موقع أوليمبيديا (الإنجليزية)